# Christian Friedrich Scheithauer
Christian Friedrich Scheithauer (* 26. Dezember 1771 in Jahnsbach; † 2. Februar 1846 in Chemnitz) war ein deutscher Astronom und Lehrer.

## Leben
Scheithauer wurde in Jahnsbach als Sohn eines Jägermeisters der Herren von Schönberg auf Gelenau geboren. Von 1786 bis 1794 besuchte er die Chemnitzer Lateinschule. Seit 1794 wurde er in Chemnitz als Mädchenschullehrer angestellt, wo er Anerkennung als Reformer und Modernisierer im Schulwesen erlangte.
Scheithauer war Mitentdecker der Kometen von 1817 (mit Heinrich Wilhelm Olbers), 1818 III (mit Jean-Louis Pons und Friedrich Wilhelm Bessel), Entdecker des Kometen 1824 II und stand mit bekannten Astronomen seiner Zeit, wie Johann Elert Bode und Wilhelm Gotthelf Lohrmann, in Kontakt.
Ihm zu Ehren ist der Asteroid (195600) Scheithauer benannt.